# Störst, bäst & vackrast
Störst, bäst & vackrast är den svenska ishockeyklubben HV71:s kampsång från 2004, och en EP-skiva med samma namn som utkom samma år. På EP-skivan finns Störst, bäst & vackrast, och andra HV-sånger.

## Låtlista
1. Hans Ludvigsson - "Störst, bäst & vackrast"
2. Fair Play Band - "HV Blå"
3. Crut - "Håå Vee"
4. Shakin' Fredrik - "HV-låten"
5. Karaoke version - "Störst, bäst & vackrast"

## Dolt spår
- Stefan Liv - "Ska vi gå hem nu" (Dolt spår)